# 健康優良児
健康優良児（けんこうゆうりょうじ）とは、身長と体重が平均以上で、学習成績と運動能力共に優れ、性格明朗な少年として、朝日新聞社・文部省・都道府県教育委員会が合同で表彰した者である。
上記条件を満たす小学校6年生の男女1名を各学校が推薦し、陸上競技場で徒競走などの運動能力をテストし、医師の健康診断と教師の面接を経て選定した。

## 概要
1930年に「日本一の桃太郎を探す」として開始し、戦前と戦中は強い兵隊の育成、戦後は食糧事情の改善指標として選出された。
都道府県予選を経て男女1名ずつ「日本一」を決定し、毎年、文化の日に朝日新聞紙上での発表が恒例行事であった。

## 批判と廃止
優越感や劣等感を招くと批判する意見が目立ち、個人の表彰は1978年に、学校表彰は1996年にそれぞれ廃止された。